# Eidoreus politus
Eidoreus politus är en skalbaggsart som först beskrevs av Thomas Casey 1895.  Eidoreus politus ingår i släktet Eidoreus och familjen svampbaggar. Inga underarter finns listade i Catalogue of Life.